# Первенство РСФСР по футболу среди сборных команд городов 1922
С 9 по 17 сентября 1922 года в РСФСР был проведен футбольный турнир среди сборных команд городов. В спортивных газетах соревнование называлось Первенством РСФСР по футболу.
Турнир был организован Главным управлением Всевобуча при участии московского губернского комитета Помгола.
Соревнования проводились по «олимпийской системе».
В турнире первенствовали хозяева соревнований, сборная Москвы.

## Организация и проведение турнира
Поскольку турнир проводил Всевобуч — военизированная организация — то субъектами соревнований являлись военные округа, на которые была разделена в то время территория, неофициально называемая «Советская Россия», включавшая в себя не только собственно РСФСР, но и формально независимые в то время УССР (Украинский военный округ), БССР (Белорусский военный округ), ЗСФСР (Закавказский военный округ). В связи с этим ряд футбольных историков предлагает считать этот турнир чемпионатом СССР (хотя СССР на время проведения турнира ещё и не был образован).
Организаторы заблаговременно известили все соответствующие городские и губернские Советы Физкультуры о приглашении сборных команд военных округов на турнир к указанной дате. Однако все еще не преодолённая к тому времени разруха в стране делала данные планы объективно нереальными: к началу турнира в Москве оказались далеко не все планируемые команды; особенно важным являлось отсутствие сборной Петрограда, являвшейся, вне всяких сомнений, одной из сильнейших сборных в стране на тот момент (за две недели до начала турнира она победила сборную Москвы в ежегодном традиционном матче со счётом 4:3 и отказалась от участия в розыгрыше, мотивируя свое решение неудобством сроков, неравенством условий, существенными затратами и отсутствием спортивной необходимости в каком-либо соревновании после означенной победы). Впрочем, Москву посетила команда Балтийского флота («Балтфлот» Кронштадт), представлявшая Петроградский военный округ, но и она, после проведенного первого (впоследствии аннулированного) матча, отказалась от участия в турнире.
Турнир начался до завершения сбора всех участников и составления регламента: было проведено несколько игр. Когда же, наконец, состав команд стал ясен, выяснилось, что до этого, вообще говоря, в турнире выступали не совсем те команды, участие которых предполагалось. В конце концов, результаты проведенных игр были аннулированы и турнир начат заново (впрочем, так случалось при проведение всесоюзных футбольных соревнований и позднее).
В целом турнир оставил двоякое впечатление: с одной стороны, была проведена широкая реклама (не всегда добросовестная — так, команду Кронштадта анонсировали как сборную Петрограда), матчи старались торжественно обставить, перед их началом и в перерывах играл духовой оркестр, и т.п. С другой стороны, размещение и питание участников вызвало массу критики, не говоря уже о вышеуказанных проблемах с проведением собственно матчей.
Тем не менее, несмотря на сложные времена (еще не закончилась Гражданская война), было проведено футбольное первенство и получен опыт в проведении спортивных соревнований.

## Участники
- сборная Москвы (Московский военный округ)
- сборная Харькова (Украинский военный округ)
- сборная Поволжья (Приволжский военный округ) - Казань, Самара, Саратов
- сборная Перми (Уральский военный округ)

также в первоначальном турнире сыграли:
- сборная Казани
- сборная Балтийского флота (Кронштадт)
- сборная Калуги
- сборная Твери

## Ход турнира

### Первоначальный турнир
| 9 сен | Москва                                                                      | 16:0 | Калуга |  |
|       | - Селин - Н.Старостин - Вик.Прокофьев - Канунников - Сысоев - Дмитриев-Моро |      |        |  |

| 12 сен | Харьков                | 2:1 | Казань     |  |
|        | - Шпаковский - Натаров |     | - Абакумов |  |

| 13 сен | Тверь                           | 3:2 | «Балтфлот» Кронштадт |  |
|        | - Стеклов - П.Козлов - А.Козлов |     | - Кушель - Иванов    |  |

## Сетка основного турнира
|  | Полуфиналы  | Полуфиналы |   |  | Финал       | Финал |  |
|  |             |            |   |  |             |       |  |
|  | 14 сентября |            |   |  |             |       |  |
|  | Харьков     | 2          |   |  |             |       |  |
|  | Поволжье    | 1          |   |  |             |       |  |
|  |             |            |   |  |             |       |  |
|  |             |            |   |  | 17 сентября |       |  |
|  |             |            |   |  | Москва      | 8     |  |
|  |             | Харьков    | 0 |  |             |       |  |
|  |             |            |   |  |             |       |  |
|  |             |            |   |  |             |       |  |
|  |             |            |   |  |             |       |  |
|  | 15 сентября |            |   |  |             |       |  |
|  | Москва      | 17         |   |  |             |       |  |
|  | Пермь       | 0          |   |  |             |       |  |

### Матчи
Сведений об аутентичных протоколах матчей нет — их статистические детали были восстановлены спустя десятилетия посредством, по большей части, опросов участников матчей и свидетелей и опубликованы впервые к 50-летнему юбилею турнира; затем без каких-либо изменений — в 1987 году вместе с материалами о прочих розыгрышах первенств СССР до 1935 года. По признанию самих авторов реконструкции, приведенные данные обладают известной долей приблизительности (при заявленной, тем не менее, максимальной детализации — вплоть до минут забитых голов); более достоверными являются сведения о более высокой стадии турнира. Отсутствие современных турниру печатных источников большей части приведенных данных является предметом их критики, в то же время источников, принципиально противоречащих данной реконструкции, не найдено.

#### 1/2 финала
| 14 сен 1/2 финала | Харьков                  | 2:1 (от) | Поволжье        | Поле ЗКС                                 |
| | - Казаков 86′ - Бем 119′ | (отчёт)  | - 80′ Емельянов | Зрителей: 3 000 Судья: С.Сысоев (Москва) |
| Харьков: Романенко - Лазуренко, Казаков - Капустин , Варженинов, Алфёров - Бизяев, Бем, Шпаковский, Натаров, Левин Поволжье: Бабыкин - Гусев, Крузе - Мейзингер, Феоктистов, Попченко - Сапожников, Абакумов, Емельянов, Миронычев, Добровой |                          |          |                 |                                          |

| 15 сен 1/2 финала | Москва | 17:0    | Пермь | Поле КФС                                     |
| | - Вик.Прокофьев 5′ - Канунников 8′ 13′ 15′ 56′ - Ноготков 9′ - Селин 22′ 32′ 38′ 48′ 65′ - Н.Старостин 26′ 50′ 53′ 58′ - Жибоедов 70′ 75′ | (отчёт) |       | Зрителей: 8 000 Судья: С.Народецкий (Москва) |
| Москва: Н.Соколов - В.Андреев, Сысоев - Сергей Дмитриев-Моро, Бухтеев, Ноготков - Н.Старостин, Вик.Прокофьев, Селин, Канунников, Жибоедов Пермь: Варасов - Пекарь, Фёдоров - Михеев, И.Сидяков , Сарапулов - Шлезингер, Рабинович, А.Волков, Бородин, Флягин | |         |       |                                              |

#### Финал
| Москва                                                                     | 8:0     | Харьков |
| -------------------------------------------------------------------------- | ------- | ------- |
| - Канунников 21′ 26′ 32′ 70′ - Жибоедов 37′ - Ноготков 58′ - Селин 63′ 81′ | (отчёт) |         |

| Москва: Н.Соколов - В.Андреев, Сысоев - Сергей Дмитриев-Моро, Бухтеев, Ноготков - Н.Старостин, Вик.Прокофьев, Селин ~85', Канунников, Жибоедов · Харьков: Романенко - Лазуренко, Казаков - Капустин , Варженинов, Винников - Бизяев, Бем, Шпаковский, Натаров, Левин |

## Итоговое положение команд
|   | Москва   |
|   | Харьков  |
|   | Поволжье |
| 4 | Пермь    |

## Список 33 лучших
Список лучших игроков сезона 1922 составлен в 1987 специальной комиссией экспертов и не является современным официально утвержденным; в этом году официальный список лучших игроков по амплуа не составлялся.
Вратари:
- 1. Николай Соколов (СК «Замоскворечье» Москва); 2. Владимир Данилевич («Меркур» Петроград); 3. Борис Баклашов («Замоскворецкий» КС Москва)

Защитники:
- 1. Георгий Гостев («Коломяги» Петроград);  2.Вячеслав Андреев (КС «Орехово» Орехово-Зуево); 3.Пётр Попов («Замоскворецкий» КС Москва)
- 1. Сергей Сысоев («Замоскворецкий» КС Москва); 2.Пётр Ежов («Спорт» Петроград);  3.Михаил Рущинский («Замоскворецкий» КС Москва)

Полузащитники:
- 1. Пётр Филиппов («Коломяги» Петроград); 2. Сергей Дмитриев-Моро (ОЛЛС Москва); 3. Казимир Малахов (СК «Замоскворечье» Москва)
- 1. Павел Батырев («Спорт» Петроград);  2. Сергей Бухтеев (СК «Замоскворечье» Москва); 3.Андрей Лепорский («Замоскворецкий» КС Москва)
- 1. Павел Ноготков (СК «Замоскворечье» Москва); 2. Георгий Филиппов («Коломяги» Петроград); 3. Костантин Блинков (СК «Замоскворечье» Москва)

Нападающие:
- 1. Пётр Григорьев («Меркур» Петроград); 2. Николай Старостин (МКС Москва); 3. Николай Казаков («Штурм» Харьков)
- 1. Михаил Бутусов («Унитас» Петроград); 2. Виктор Прокофьев (МКС Москва); 3. Александр Шпаковский (ОЛС Харьков)
- 1. Пётр Исаков («Замоскворецкий» КС Москва); 2. Фёдор Селин (СК «Замоскворечье» Москва);  3. Борис Карнеев («Коломяги» Петроград)
- 1. Павел Канунников (МКС Москва); 2. Пётр Антипов («Спорт» Петроград)  3. Александр Злочевский («Ленинцы» Одесса)
- 1.  Константин Жибоедов (ОЛЛС Москва) ; 2. Николай Гостев («Коломяги» Петроград); 3. Алексей Шапошников (КС «Орехово» Орехово-Зуево)